# Ann Bates
Ann Bates, född 1748, död 1801, var en brittisk-amerikansk agent. Hon är känd för sin tjänstgöring som lojalistagent på britternas sida under det amerikanska frihetskriget, och var känd under kodnamnet "Mrs. Barnes". Hon var verksam som underrättelseagent i den brittiska general Clintons spionnätverk, och informerade britterna om amerikanerna. Hon deltog i ett flertal uppdrag mellan 1778 och 1780. 